# Боготольский вагоноремонтный завод
Боготольский вагоноремонтный завод (БВРЗ) — завод по ремонту вагонов для нужд железнодорожного транспорта, расположенный на станции транссибирской магистрали — Боготол.

## История
История завода начинается с 1935 года, когда были сданы в эксплуатацию производственные помещения, предназначенные для ремонта вагонов. В ноябре 1941 года в Боготол был эвакуирован Панютинский вагоноремонтный завод, и вагонное депо стало называться вагоноремонтным заводом. В 1946 году Панютинский завод вернулся на Украину, вагоноремонтный завод продолжал работать и соединился с Боготольским вагонным депо.
- 1967 — ВРЗ выделился из состава вагонного депо отдельно как завод и специализирован на ремонте и модернизации деревянных крытых и полувагонов.
- 2001 — освоена модернизация ж/д платформ под перевозку труб и лесоматериалов.
- 2004 — вошёл в состав холдинга «Сибирская инвестиционная группа».